# Peter Marc Jacobson
Peter Marc Jacobson (27 de octubre de 1957) es un guionista, director, productor y actor de televisión estadounidense. Es más conocido como el showrunner de la popular comedia The Nanny , que creó y produjo con su entonces esposa, Fran Drescher, quien también protagonizó la serie. A menudo se le acreditaba como Peter Marc en sus primeros papeles actorales.

## Carrera

### Productor
- The Nanny (productor ejecutivo; 122 episodios, 1993-1999), (coproductor ejecutivo; 23 episodios, 1993-1994)
- What I Like About You (productor consultor; 18 episodios, 2004-2005), (coproductor ejecutivo; 16 episodios, 2005-2006)
- Happily Divorced (productor ejecutivo; 22 episodios, 2011-2013)

### Escritor
- ¿Quién es el jefe? (1984; número desconocido de episodios)
- The Nanny (145 episodios, 1993-1999)
- What I Like About You (5 episodios, 2004-2006)
- Happily Divorced (10 episodios, 2011)
- Country Comfort  (2 episodios, 2021)

### Actor
- Wonder Woman  Episodio "Spaced Out" de Wonder Woman (1979) - Brad (acreditado como Peter Marc)
- Gorp (1980) - Steinberg
- The Big Brawl (1980) - Jarra
- Lunch Wagon (1981) - Jed
- Movers & Shakers (1985) - Robin
- Dangerous Love (1988) - Jay
- Booker (1990, Serie de TV) - Paul
- Murphy Brown (1990, Serie de TV) - Nick
- We're Talking Serious Money(1992) - El matón número uno de Jacubick
- Babes (1991, Serie de TV) - Ed
- Beverly Hills, 90210 (1991, Serie de TV) - Neil
- Matlock (1990-1993, serie de televisión) - Wayne Drummond / Entrenador personal Harry Slade
- The Nanny (1994–1999, Serie de TV) - Hombre saliendo del baño con la bragueta abierta / Hombre en el bar / Actor Romeo
- Spread (2009) - Cirujano Plástico
- Happily Divorced  (2 episodios, 2011)

### Director
- La reunión de niñeras: una comida para recordar (2004)
- Happily Divorced  (2 episodios, 2012)

## Vida personal
Jacobson y Fran Drescher se casaron en 1978 y se mudaron a Los Ángeles para iniciar sus carreras. Ambos son judíos.
La pareja se divorció en 1999, después de estar separados durante años. No tuvieron hijos. Él salió del armario como gay ante ella después de que terminó su matrimonio. La pareja desarrolló la serie de televisión de 2011 Happily Divorced para TV Land basada en sus vidas. 

## Productor
Jacobson y Fran Drescher fundaron su propia productora, Highschool Sweethearts, en 1995. La compañía produjo The Nanny desde el episodio de la tercera temporada del programa, "Dope Diamond". La compañía también produjo La niñera y el presidente con Paramount Pictures.Después de que The Nanny cancelara en 1999, la pareja cerró Highschool Sweethearts.